# Asien (Zug)
Asien war der erste Deckname des Sonderzuges, den Hermann Göring während des Zweiten Weltkriegs benutzte.
Unter dem Decknamen Amerika lief ein ähnlicher Sonderzug, den Adolf Hitler nutzte.

## Beschreibung
Der Deckname wurde für den Sonderzug vom 1. September 1939 bis zum 31. Januar 1943 verwendet. Göring nutzte den Zug häufig, so für Fahrten zwischen Berlin und seinem Hauptquartier „Jägerhof“ bei Rastenburg in Ostpreußen oder im Oktober 1940 zu einer Fahrt an die französische Kanalküste. Der Zug verkehrte in der Regel mit 15 Wagen. Göring selbst nutzte zunächst den Salonwagen 10205, ab 1940 den noch komfortableren Salonwagen 10215.
Zu dem Zug „Asien“ gab es einen Vorzug mit 14, später 22 Wagen, der weiteres Personal aus dem Umfeld von Göring transportierte und in einem Autotransportwagen dessen Kraftfahrzeuge mitführte. Wurde der Zug nicht genutzt, so war er in der Regel am Bahnhof Wildpark auf dem Gelände des Luftwaffen-Führungsstabs abgestellt.
Ab dem 1. Februar 1943 wurde der Deckname gewechselt: Der Sonderzug wurde nun als „Pommern 1“ bezeichnet, der Vorzug als „Pommern 2“.

## Zusammensetzung
Die Zusammenstellung des Zuges wurde mehrfach verändert, so etwa 1940 der neue Salonwagen 10215 eingefügt. Dabei blieb aber konstant, dass der Zug an beiden Enden Plattformwagen führte, auf denen Flugabwehrkanonen montiert waren. Dem folgten – wie bei solchen Zügen allgemein üblich – an beiden Enden  Gepäckwagen als „Knautschzone“, als zusätzlicher Schutz im Fall einer Kollision. Zwei davon führten auch Dieselgeneratoren mit, die die Energieversorgung des Zuges sicherstellten, wenn er längere Zeit stand. Nächstfolgend war an einem Ende des Zuges der Salonwagen Görings eingestellt. In welcher Richtung der Zug fuhr, ob also der Salonwagen Görings im vorderen oder hinteren Zugteil lief, war von betrieblichen Gegebenheiten abhängig.
| Beschreibung                                   | Bezeichnung        | Nummer                  |
| ---------------------------------------------- | ------------------ | ----------------------- |
| Wagen der Flak                                 | SdPl 4i-39         | 918 001 Bln             |
| Salon-Maschinengepäckwagen mit Dieselgenerator | Sal Masch Pw4ük-37 | 105 061 Bln             |
| Salon-Maschinengepäckwagen mit Dieselgenerator | Sal Pw 4ü-38       | 105 072 Bln             |
| Zweiter Salonwagen für Hermann Göring          | Sal 6ü-40          | 10 215 Bln              |
| Erster Salonwagen für Hermann Göring           | Sal 4ü-37          | 10 205 Bln              |
| Konferenzwagen                                 | Sal Ber 4ü-38b     | 10 253 Bln              |
| Salonspeisewagen                               | Sal R 4ü-37        | 10 241 Bln / 10 243 Bln |
| Salon-Schlafwagen                              | Sal L 4ü-38        | 10 233 Bln              |
| Salonwagen                                     | Salon 4ü-36        | 10 204 Bln              |
| Mitropa-Schlafwagen 1./2. Klasse               | WL4ü               | Mitr 22 073             |
| Mitropa-Schlafwagen 1./2. Klasse               | WL4ü               | Mitr 22 077             |
| Mitropa-Speisewagen                            | WR 4ü              | Mitr 1218               |
| Salon-Gepäckwagen                              | Sal Pw 4ü-38       | 105 073 Bln             |
| Salon-Maschinengepäckwagen mit Dieselgenerator | Sal Masch Pw4ük-37 | 105 064 Bln             |
| Wagen der Flak                                 | SdPl 4i-39         | 918 040 Bln             |

Das Landesamt für Denkmalpflege Sachsen hat einen in Delitzsch abgestellten Wagen als einen Flakwagen des Asien-Zuges identifiziert, der 1958/59 umgebaut wurde und im Staatszug der DDR eingestellt war und dann erneut 1970 zu einem Sanitätswagen umgebaut wurde.